# Serra Alta
Serra Alta es un municipio brasileño del estado de Santa Catarina. Tiene una población estimada al 2022 de 3 303 habitantes.

## Historia
La localidad fue poblada por inmigrantes italianos provenientes, la mayoría, de Guaporé, Río Grande del Sur, en 1950. Bautizaron el lugar como Vista Longa. Como distrito, formó parte del municipio de Chapecó y desde 1961 de São Carlos. Se emancipó en 1989.